# Errol Cartwright
Errol Cartwright Betancourt (Guayaquil, 20 de julio de 1943-Guayaquil, 20 de marzo de 2012) fue un ingeniero agrónomo, empresario y político ecuatoriano de gran influencia en la provincia de El Oro.

## Biografía
Nació el 20 de julio de 1943, en la ciudad ecuatoriana de Guayaquil. Hijo de Jhon Cartwright y de Ángela Betancourt.
Cursó estudios en el Colegio San José, de los Hermanos de La Salle. Realizó sus estudios superiores en la Universidad de Guayaquil y luego en la Universidad Técnica de Machala, donde se graduó de ingeniero agrónomo.
En 1964, contrajo matrimonio con Teresa Burbano González Rubio, con quien tuvo cuatro hijos, teniendo uno de crianza.
Falleció el 20 de marzo de 2012 en su natal Guayaquil, a causa de un infarto. Fue sepultado en la camposanto Jardines de Esperanza.

### Trayectoria
Como empresario centró sus actividades en la agricultura y la camaronicultura. También fue accionista de varios medios de comunicación del país. Fue uno de los fundadores de diario Expreso, ocupando hasta su muerte la presidencia de Gráficos Nacionales S.A., empresa editora de diario Expreso y de diario Extra.

## Vida política
Se inició en la política en 1975 como prefecto provincial de El Oro, puesto al que fue nombrado por el general Guillermo Rodríguez Lara.
En las elecciones seccionales de 1978 fue elegido alcalde de Machala por el Partido Nacionalista Revolucionario, del expresidente Carlos Julio Arosemena Monroy, ocupando el cargo hasta 1983. Durante su tiempo en la alcaldía centró su administración en la dotación de agua potable, el desarrollo de programas de educación y de salud, y el asfaltado y la pavimentación de calles.
En las elecciones legislativas de 1984 fue elegido diputado nacional en representación de la provincia de El Oro por el Partido Nacional Revolucionario, apoyando al conservador León Febres-Cordero Ribadeneyra en las elecciones presidenciales del mismo año. En años posteriores apoyó las candidaturas presidenciales de Sixto Durán Ballén y de Ricardo Noboa.
En 1997 fue nombrado gobernador de El Oro, durante el gobierno interino de Fabián Alarcón.